# Oxypoda nelsoni
Oxypoda nelsoni är en skalbaggsart som beskrevs av Lohse in Lohse, Klimaszewski och Ales Smetana 1990. Oxypoda nelsoni ingår i släktet Oxypoda och familjen kortvingar. Inga underarter finns listade i Catalogue of Life.